# Шелковников, Николай Романович
Никола́й Рома́нович Шелковников (20 июля 1917 — 26 августа 1982) — капитан Советской Армии, участник Великой Отечественной войны, Герой Советского Союза (1943). Командир взвода 9-го отдельного моторизованного понтонно-мостового батальона 60-й армии Центрального фронта.

## Биография
Родился 20 июня 1917 года в селе Верхний Калтан на территории современного Новокузнецкого района Кемеровской области в семье крестьянина. Русский. Окончил 6 классов (обучение завершил уже после войны, в Краснодаре, окончив в 1955 году 10 классов, а в 1962 году — Краснодарский политехнический институт). Работал забойщиком на золотых приисках в Кемеровской области, был бригадиром горных работ Усинского приискового управления.
В ноябре 1938 года призван в Красную Армию Сталинским (Новокузнецким) РВК. В 1939 году окончил полковую школу. Служил командиром отделения и понтонного взвода во 2-м мотопонтонном полку 2-й Краснознамённой армии Дальневосточного округа. С августа 1941 года служил командиром понтонного взвода в 9-м отдельном моторизованном понтонно-мостовом батальоне 35-й армии.
С октября 1941 года на фронтах Великой Отечественной войны, был командиром понтонного взвода 9-го отдельного моторизованного понтонно-мостового батальона, после командиром роты. Воевал на Юго-Западном, Сталинградском, Донском, Степном, Центральном, 1-м Украинском, 1-м Белорусском фронтах. Член КПСС с 1942 года. В боях дважды ранен.
Участвовал:
- в 1941—42 годах — в обеспечении переправ на реке Оскол восточнее Харькова;
- в 1942 году — в Барвенково-Лозовской операции, в боях за Задонский плацдарм северо-западнее Сталинграда;
- в 1943 году — в освобождении Сталинграда, в боях на Курской дуге, в Черниговско-Припятской наступательной операции и форсировании рек Сейм, Десна, Днепр с завоеванием и обеспечением плацдармов, Киевской наступательной операции и форсировании реки Тетерев. При форсировании Днепра в ночь на 20 сентября 1943 года у села Староглыбов (Козелецкий район Черниговской области) высадился вместе с десантом на правый берег и участвовал в захвате плацдарма. Уничтожив огневые точки у самой воды, обеспечил успешную высадку последующего десанта. За образцовое выполнение боевых заданий командования на фронте борьбы с немецко-фашистскими захватчиками и проявленные при этом мужество и героизм лейтенанту Шелковникову Николаю Романовичу указом Президиума Верховного Совета СССР от 17 октября 1943 года присвоено звание Героя Советского Союза с вручением ордена Ленина и медали «Золотая Звезда» (№ 3040);
- в 1944 году — в Житомирско-Бердичевской, Ровно-Луцкой, Проскуровско-Черновицкой и Люблин-Брестской операциях, в том числе в обеспечении переправ на реках Случь, Горынь, Турья, Западный Буг, Вепш, Висла;
- в 1945 году — в Висло-Одерской операции, в том числе в форсировании рек Пилица и Варта, в Берлинской операции, в том числе в обеспечении переправ через реку Одер и канал Гогенцоллерн. После капитуляции Германии был переведён на Дальний Восток, где в августе-сентябре 1945 года в составе 16-го понтонно-мостового батальона 11-й отдельной Уссурийской понтонно-мостовой бригады 35-й армии 1-го Дальневосточного фронта участвовал в войне с Японией.

После завершения Второй мировой войны и до сентября 1946 года продолжал службу в этом же подразделении Приморского военного округа на должности командира роты.
С сентября 1946 года старший лейтенант Н. Р. Шелковников в запасе. Жил в станице Архангельской Краснодарского края, работал директором госмельницы № 130. В 1950 году переехал в город Краснодар. В 1960 году ему было присвоено звание капитана. В 1962 году закончил Краснодарский политехнический институт. Работал старшим уполномоченным управления «Вторчермет». Умер 26 августа 1982 года. Похоронен в Краснодаре.

## Награды и память
С 1985 года в городе Мыски ежегодно проводится областной турнир по боксу среди школьников, посвящённый памяти Н. Р. Шелковникова.
Награждён орденами Ленина (17.10.43), Красного Знамени (14.05.45), Отечественной войны 1-й степени (08.10.43), медалями «Золотая Звезда» (№ 3040), «За оборону Сталинграда», «За освобождение Варшавы», «За победу над Германией», «За победу над Японией».